# سوفیا کابررا
سوفیا کابررا (اسپانیایی: Sofia Cabrera‎؛ زادهٔ ۲۷ ژوئن ۱۹۹۷) ورزشکار پنج‌گانه مدرن اهل گواتمالا است که در بازی‌های آمریکای مرکزی و کارائیب و مسابقات جهانی پنج‌گانه مدرن در مجموع برندهٔ ۱ مدال طلا، ۱ مدال نقره، ۱ مدال برنز شده‌است.